# Adenophorea
Adenophorea jest gromadą nicieni, u których nie występują gruczoły przyogonowe. Natomiast gruczoły ogonowe są obecne albo ich brak. Skrzydełka ogonowe samcze występują tylko wyjątkowo. Przybrzuszne gruczoły gardzielowe niekiedy znajdują ujście na końcu lub w pobliżu przedniego końca ciała. Natomiast narządy naboczne mogą być spiralne, pierścieniowate lub kieszonkowate. Brodawki okołogęnowe są często kształtu szczecinek.
Gromada dzieli się na dwie podgromady:
- Enoplia
- Chromadoria